# Indothele
Indothele Coyle, 1995 è un genere di ragni appartenente alla famiglia Ischnothelidae.

## Distribuzione
Delle quattro specie oggi note tre sono state reperite in India e una, la I. lanka è un endemismo dello Sri Lanka.

## Tassonomia
Per la determinazione delle caratteristiche della specie tipo sono stati presi in considerazione gli esemplari di Ischnothele dumicola Pocock, 1900.
Dal 2015 non sono stati esaminati esemplari delle specie di questo genere.
Attualmente, a dicembre 2020, si compone di quattro specie:
- Indothele dumicola (Pocock, 1900)[2] — India
- Indothele lanka Coyle, 1995 — Sri Lanka
- Indothele mala Coyle, 1995 — India
- Indothele rothi Coyle, 1995 — India